# Noblesse danoise

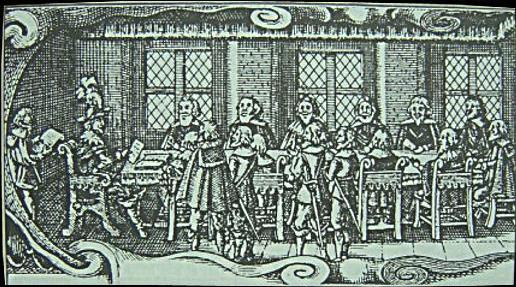
Réunion de la noblesse sous le règne de Christian IV

La noblesse danoise est une classe sociale du Royaume du Danemark. La noblesse et les titres qui s'y rattachent y sont légalement reconnus, bien qu'ils n'y soient quasiment plus conférés. 
La liste officielle des nobles danois s'appelle le Danmarks Adels Aarbog (Annuaire de la Noblesse danoise). 

## Historique
La noblesse danoise est divisée entre la noblesse dite "ancienne" (uradel) et la noblesse dite "moderne" ou "brevetée" (brevadel). 
La noblesse ancienne date d'avant la période de la Réforme. 
La noblesse moderne fut instituée par le roi Christian V le 25 mai 1671. 31 domaines furent alors érigés en comtés et baronnies, selon leur importance. Parmi ces fiefs, seuls 11 appartenaient à des Danois, les autres appartenant à des familles d'origine allemandes. 
Depuis 1849, les souverains danois n'ont accordé aucune concession de titres ou de noblesse, sauf au sein de la famille royale en cas de mariage morganatique. Le princes danois épousant une femme issue d'une famille non-dynaste perdent en effet leur titre princier au profit de celui de comte de Rosenborg. Certains titres ont également été reconnus ou autorisés à être transmis. 

## Titres
- Prince : membres de la famille royale.
- Duc (Hertug) : 1 (Decazes, duc de Glücksbierg, conféré en 1818, reconnu en France en 1822).
- Comte : Lensgreve : 1 (Blücher af Altona) ; Greve : 56 (outre 16 titres de comte de Rosenborg, pour les descendants des anciens membres de la famille royale). Le titre de comte est porté en principe par le chef de famille, son fils aîné et sa fille aînée (si elle est née la première) ; les autres enfants portent celui de baron ou baronne. Sauf exception, accordant le port du titre à tous les membres de la famille.
- Baron (Friherre) : titre porté par tous les membres de la famille, sauf dans les familles Berner et Hambro, dans lesquelles il est réservé au seul chef de famille.

Dans les années 1950, il y avait 208 familles titrées (dont 56 résidant hors du Danemark) et environ 3000 non titrées. 